# Arnaud Thorette
Arnaud Thorette (* 1977 in Nouméa) ist ein französischer Bratschist.
Thorette studierte zunächst Bratsche, Geige und Kammermusik am Konservatorium von Versailles, dann bis 2005 am Konservatorium von Lyon bei Tasso Adamopoulos. Seit 2002 gewann er bei einer Reihe von Musikwettbewerben Preise, zuletzt 2006 den ersten Preis beim Solistenwettbewerb im britischen Haverhill. Außerdem erhielt er ein Stipendium der Fondation SAGEM und wurde durch die Mécenat Musical Société Géneral gefördert.
Seit 2000 bildet er ein Duo mit dem Pianisten Johan Farjot, mit dem er außerdem im Ensemble Contraste arbeitet. Mit der Geigerin Ayoko Tanaka und dem Cellisten Fabrice Bihan gründete er 2007 das Arte Trio.
2006 wurde Thorette durch eine CD mit Werken von Robert Schumann und Franz Liszt bekannt und spielte dann bei Rundfunk- und Fernsehsendern wie France Musique, Radio Classique, Arte und dem SWR. Zeitgenössische Komponisten wie Nicolas Bacri, Guillaume Connesson, Gilbert Amy, Philippe Hersant, Tristan Murail, Bruno Letort, Edith Canat de Chisy, Thierry Escaich, Marc Mellits und Karol Beffa widmeten ihm Kompositionen.
Als Kammermusiker arbeitete Thorette u. a. mit Augustin Dumay, Patrice Fontanarosa, Vladimir Mendelssohn, Karine Deshayes, Geneviève Laurenceau, Joseph Sylverstein, Bertrand Chamayou. Henri Demarquette, Marc Coppey und Chloe Hanslip zusammen. Er spielt eine Bratsche, die der Geigenbauer Jean-Louis Prochasson 2000 für ihn fertigte (Il Duende).

## Diskographie
- Tenebrae, 2006
- Philippe Hersant : Musiques à un, deux, ou trois, 2007
- J. Brahms : Sonates et trio, 2008
- Café 1930 - Tangos, 2009
- Masques, 2009